# Lepidiota trihomines
Lepidiota trihomines är en skalbaggsart som beskrevs av Peter Geoffrey Allsopp 1990. Lepidiota trihomines ingår i släktet Lepidiota och familjen Melolonthidae. Inga underarter finns listade i Catalogue of Life.